# Bodil Valero
Bodil Valero (1 de gener de 1958) és una política i advocada sueca. És diputada del Partit Verd suec al Parlament suec d'ençà el 2006. A més d'advocada ha treballat com a traductora, intèrpret, consellera i assistent de l'exdiputat del Partit Verd Schörling. A les eleccions al Parlament Europeu de 2009, ocupà el tercer lloc en la llista del Partit Verd. Arran dels fets que precipiten canvis importants en la societat catalana i sobretot a conseqüència de la manifestació "Catalunya, nou estat d'Europa", el 4 d'octubre va dirigir una interpel·lació amb tres preguntes al ministre d'Afers Estrangers suec, Carl Bildt, sobre el futur de Catalunya en la Unió Europea. Les qüestions marcaren una fita en l'evolució del sobiranisme català, ja que obligaven per primera vegada un ministre d'Afers Exteriors de la Unió Europea a posicionar-se. S'ha posicionat per a ser observadora internacional al Judici al procés independentista català i ha donat suport als presos polítics en diverses ocasions, com per exemple el 26 de gener de 2019 tot participant en la concentració setmanal dels Avis i Àvies per la Llibertat de Riudoms.

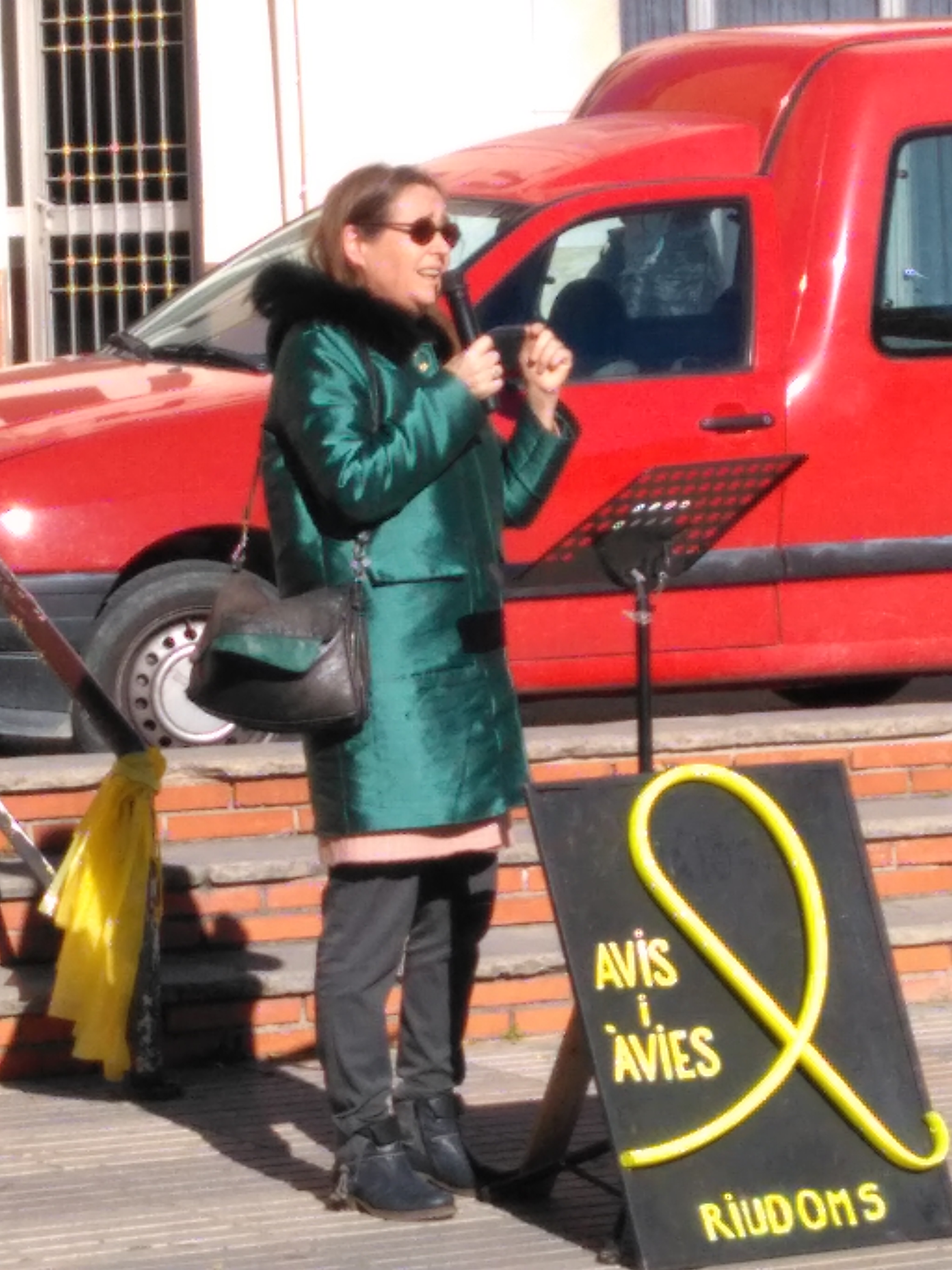
Bodil Valero participant a Riudoms en una manifestació el 26 de gener de 2019 demanant l'alliberament dels presos polítics